# محمد المساح
محمد عبد اللّه المَسَّاحْ (1948-19 أبريل 2024)، كاتب وصحفي يمني. يُعد أحد أعمدة الصحافة اليمنية وأعلامها الثقافية والإبداعية الذين برزوا في مرحلة سبعينات القرن العشرين وظل صاحب حضور ثقافي كثيف وتأثير واسع، كما كان أحد كُتَّاب الرأي الكبار لأربعة عقود، الذين تتلمذ على أيديهم أجيال عديدة من الصحفيين اليمنيين، وممن أسهموا في تطوير العمل في «مؤسسة الثورة» ومطبوعاتها. شغل العديد من الوظائف الصحفية والإعلامية أبرزها رئاسة تحرير صحيفة «الثورة» في العام 1972، وهي أكبر الجرائد الحكومية وأوسعها انتشاراً.
استمر خلال مسيرته الصحفية والأدبية الطويلة في كتابة الأخبار والتقارير الصحفية والسرد القصصي في صحف متعددة، وقد تميزت كتاباته بالجرأة والصراحة والأسلوب الساخر أحياناً، كما كان له أعمدة صحفية يومية وأسبوعية متنوّعة، أبرزها عموده اليومي الشهير، الذي يستوقف فيه الزمن، و المعروف بعنوان «لحظة يا زمن» في صحيفة «الثورة»، والذي بدأ كتابته منذ منتصف سبعينات القرن الماضي، حتى توقف في العام 2016 بعد سيطرة الحوثيين على السلطة وعلى مقر الصحيفة وحينها آثر المساح العودة إلى مسقط رأسه في محافظة تعز، ثم استأنف في وقت لاحق كتابة العمود في صحيفة النداء المستقلة حتى وفاته.

عنوان عمود «لحظة يازمن» كما كان يظهر في صحيفة الثورة اليومية الرسمية، للكاتب محمد المساح

## نشأته ومسيرته الصحفية
محمد المساح من مواليد عام 1948، قرية الردُع، عزلة المساحين، مديرية الشمايتين، في الحجرية، محافظة تعز اليمنية. تلقى تعليمه الأساسي في مدينة عدن، وقد ارتبط بالصحافة منذ وقت مبكر عندما كان يبيع الصحف الصادرة في عدن قبل استقلال اليمن الجنوبي من الاستعمار البريطاني في العام 1967 لتوفير مصاريف دراسته ومعيشته، وكان أثناء بيعه للصحف قارئاً نهماً يستفيد منها ثقافياً، ويتشكل لديه الوعي الثقافي والسياسي. درس الثانوية في مدرسة الثورة بتعز وتخرج منها عام 1966، ثم سافر في نفس العام في بعثة طلابية إلى القاهرة ضمن دفعة الـ77 طالب التي حصلت عام 1966 على أول شهادة ثانوية عامة في تاريخ اليمن الشمالي، و قُبِلت الدفعة كلها للدراسة في الجامعات المصرية باستثناء 6 طلاب، والتحق في نفس العام بكلية الإعلام بجامعة القاهرة وتخرج منها عام 1970، وقد اندمج خلال دراسته الجامعية في الحركة الطلابية المصرية، كما التحق في تلك الفترة بحركة القوميين العرب. بعد تخرجه وعودته إلى اليمن التحق بالعمل في وزارة الخارجية اليمنية، ثم بوزارة الإعلام في صنعاء، حيث تولى في عام 1972 رئاسة تحرير صحيفة «الثورة» الرسمية لفترة وجيزة. امتلك المساح تجربة قاسية وعميقة في الحياة - حسب زملائه - "...واستطاع بموهبة كبيرة نثرها على صدر صفحات الصحف والمجلات، إلا أنه على غزارة إنتاجه في القصة القصيرة، وقصيدة النثر - لم ينشر شيئاً من إنتاجه، فهو قليل الاهتمام - حد النسيان - بإبداعاته الغزيرة والغنية"، باستثناء مبادرة الأديبة والقاصة انتصار السري والأديب فوزي الحرازي اللذين قاما بإعداد وجمع مجموعة من أعمال المساح النثرية والقصصية التي نشرت في عدد من الصحف والمجلات اليمنية ومنها مانشره في عموده اليومي الشهير «لحظة يا زمن» في صحيفة «الثورة» الرسمية، وشهادات عنه من قبل مجموعة من الشخصيات الثقافية والإعلامية وزملاؤه ورفاق الحرف منذ بداية عمله في صحيفة «الثورة» عام 1971 والتي استمرت حتى عام 2016، ومنهم عبد العزيز المقالح ويحيى العرشي وحسن اللوزي و عبد الرحمن بجاش و عبد الباري طاهر وغيرهم،، وإصدار ذلك في كتاب حمل عنوان «لحظة: يا زمن محمد المساح... نصوص وشهادات» والذي صدر عن مؤسسة «أروقة» للنشر في القاهرة في 270 صفحة من القطع المتوسط. أطلق عليه أصدقاءه وزملاء المهنة وصف زوربا الصحافة اليمنية.
شارك في إصدار أول عدد لمجلة «الكلمة» ورأس لفترة وجيزة تحرير «اليمن الجديد»، كما أسهم في تأسيس ملحق «الثورة الأدبي»، ورأس لمرتين متتاليتين تحرير صحيفة «الثورة» الرسمية.
عضو اتحاد الادباء والكتاب اليمنيين وأحد مؤسسي نقابة الصحفيين اليمنيين.

## وفاته
توفي مساء يوم الجمعة 19 أبريل 2024 في مسقط رأسه عن عمر ناهز 76 عاماً إثر ذبحة صدرية. وقد نعاه مسؤولون حكوميون ومثقفون وأدباء وصحفيون يمنيون وعرب، مؤكدين مكانته الثقافية والأدبية في اليمن. ونعاه اتحاد الأدباء والكتاب اليمنيين ونقابة الصحفيين اليمنيين.